# Навсе-Колачицькі
Навсе-Колачицькі (пол. Nawsie Kołaczyckie) — село в Польщі, у гміні Колачиці Ясельського повіту Підкарпатського воєводства.
Населення — 1685 осіб (2011).
У 1975-1998 роках село належало до Кросненського воєводства.

## Демографія
Демографічна структура станом на 31 березня 2011 року:
|          | Загалом | Допрацездатний вік | Працездатний вік | Постпрацездатний вік |
| -------- | ------- | ------------------ | ---------------- | -------------------- |
| Чоловіки | 832     | 186                | 570              | 76                   |
| Жінки    | 853     | 175                | 507              | 171                  |
| Разом    | 1685    | 361                | 1077             | 247                  |